# The Dry Salvages

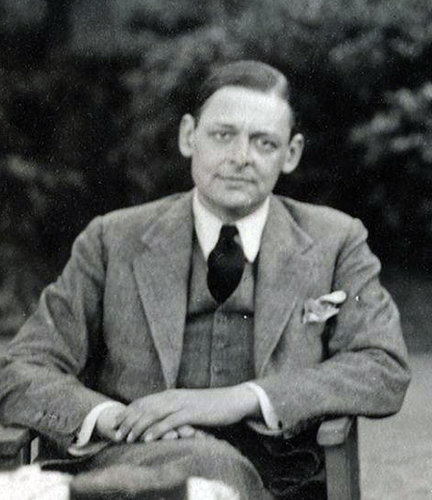
T. S. Eliot

The Dry Salvages es el tercer poema de Cuatro cuartetos, obra del poeta y dramaturgo anglo-estadounidense T. S. Eliot. Es a partir de este poema que la serie comenzó a tomar forma consciente como un conjunto de cuatro poemas. Fue escrito y publicado en 1941 durante los ataques aéreos a Gran Bretaña, acontecimiento que amenazó al autor mientras daba conferencias en la zona. El título proviene del nombre de una formación rocosa marina frente a la costa del cabo Ann en Massachusetts, donde pasó un tiempo cuando era niño.
El poema analiza la naturaleza del tiempo y el lugar que ocupa la humanidad en él. La vida es descrita metafóricamente como un viaje en barco y la obsesión de la humanidad con la ciencia y el beneficio personal impide que los viajeros lleguen a su destino. Eliot invoca la imagen de Krishna para enfatizar la necesidad de seguir la voluntad divina, en lugar de buscar el beneficio personal.

## Contexto
Eliot comenzó a trabajar en The Dry Salvages a finales de 1940 durante la Segunda Guerra Mundial, en un momento en que Londres sufría ataques aéreos. Durante ese tiempo, se mudaba a menudo y pasaba su tiempo escribiendo principalmente conferencias o pequeños poemas. Sin embargo, pudo encontrar tiempo para trabajar en el tercer poema que se convertiría en parte de los Cuatro cuartetos. Eliot imaginó que Burnt Norton, East Coker, The Dry Salvages y un cuarto poema aún no escrito se unirían en un conjunto. Escribió el poema rápidamente y envió el primer borrador el 1 de enero de 1941 a John Hayward. Después de que Hayward recibiera el borrador, ambos comenzaron a discutir sobre las ediciones y posibles modificaciones al poema. Geoffrey Faber se sumó a la conversación y pronto el poema quedó terminado. Se publicó en la edición de febrero de 1941 del New English Weekly.
Según una nota de Eliot titualda, "The Dry Salvages —probablemente les trois sauvages— es un pequeño grupo de rocas, con una baliza, frente a la costa noreste de Cape Ann, Massachusetts. Salvages se pronuncia para rimar con assuages". Se trata de un lugar que Eliot conocía y el poema vincula la imagen de Cape Ann con la niñez del poeta navegando en el puerto de Gloucester. The Dry Salvages también evoca imágenes del río Misisipi y la niñez de Eliot en St. Louis. Originalmente, estas imágenes y otras referencias personales estaban destinadas a ser analizadas en una obra autobiográfica que debía recopilar una serie de ensayos sobre la niñez de Eliot.

## Contenido
The Dry Salvages es descrito como un poema sobre el agua y la esperanza. Comienza con imágenes del mar, del agua y del pasado de Eliot; esta agua se convierte más tarde en una metáfora de la vida y de la actitud de los seres humanos ante ella. Esto da paso a la imagen de una campana que suena y a una discusión sobre el tiempo y la oración. Las imágenes de hombres ahogándose dominan la sección antes de pasar a un análisis acerca de cómo la ciencia y las ideas sobre la evolución separan a la humanidad de un entendimiento adecuado del pasado. La sección termina con Krishna afirmando que lo importante es la voluntad divina, y no los beneficios o recompensas futuras. La cuarta sección consiste en una oración a la Virgen María por los pescadores, los marineros y los ahogados.
El poema termina con una discusión sobre cómo las personas intentan ver el futuro a través de diversos medios supersticiosos. Luego, el narrador intenta convencer al lector de la necesidad de resignación ante la muerte. Sin embargo, dicha resignación debe entenderse como un impulso hacia la redención y la vida eterna en el otro mundo. Si se actúa correctamente, se podrá superar la vida y avanzar hacia el otro mundo.

## Temas
La imagen central en The Dry Salvages es el agua y el mar. Las imágenes son similares a la Odisea pero en este caso representan aspectos internos. La humanidad se pierde en la tecnología y en teorías como la evolución que alejan filosóficamente a la humanidad del pasado. Según Eliot, en cada hombre existe una conexión con toda la humanidad. Si nos limitamos a dejarnos llevar por el mar, acabaremos estrellados contra las rocas. Estamos limitados por el tiempo, pero la Anunciación dio a la humanidad la esperanza de que podrá escapar. Esta esperanza no es parte del presente. Lo que debemos hacer es comprender los patrones que se encuentran en el pasado para ver que hay un significado alcanzable. Este significado nos permite experimentar la eternidad a través de momentos de revelación. A través de Cristo, podemos vencer el tiempo. Nuestra corrupción puede ser vencida y podemos unirnos a lo eterno.
Eliot invoca imágenes del pecado original y la caída de Adán cuando habla del pasado y señala que tales acontecimientos aunque se olviden pueden aún afectar a la humanidad. Eliot introduce la imagen de Krishna para discutir cómo se relacionan pasado y futuro: Krishna, hablando con Arjuna, afirma que la muerte puede llegar en cualquier momento y que los hombres siempre deben encontrar la voluntad divina en lugar de preocuparse por lo que traerán sus acciones. Si una persona siguiera las palabras de Krishna, podría liberarse de las limitaciones del tiempo. Incluso si no lo logra por completo, el esfuerzo que haga para lograrlo también sería importante. La manera para que la humanidad comprenda la voluntad divina es a través de la oración y del poder del Espíritu Santo.
Muchas de las imágenes se relacionan con sus obras anteriores. Las imágenes de la vida como un barco a la deriva que se hunde son similares a la sección "Death by Water" de La tierra baldía. Al igual que las imágenes sobre la vejez y la experiencia que se encuentran en East Coker, esta imagen refuerza la necesidad de mirar la vida en su totalidad e intentar ver las cosas más allá de las limitaciones del tiempo. Se supone que los hombres deben progresar pero no deberían concentrarse en las posibles ganancias materiales del futuro. La oración a la Virgen María tiene como objetivo ayudar a guiar el viaje que culminará con la comprensión de la eternidad y la Anunciación. Es ella quien guiará a los marineros hasta el puerto adecuado. Si bien conecta con sus obras anteriores, Eliot también conecta con el pasado de su familia; los "Dry Salvages" fueron parte del paisaje al que viajó su antepasado Andrew Eliot en 1669.